# Dan Haigh
Daniel Haigh (nascut el 5 de desembre de 1984 a Grimsby, Lincolnshire, Anglaterra) és un músic britànic actualment integrant del grup Fightstar, on exerceix de baixista.

## Biografia
Dan Haigh va néixer i créixer a Grimsby. Es van conèixer amb Alex Westaway a l'escola, relació que després el portaria a formar part de Fightstar, grup del que n'és baixista en l'actualitat.
En la seva joventut va tocar en alguns altres grups com "Blind Oppression", "Infliction" o "4 day week". Després d'aquestes experiències amb la música va decidir dedicar-se al disseny de jocs virtuals, essent el creador de Quake 2 "Oblivion" i Quake 3 "Revoluion".
El 2005 va dirigir el vídeo musical de "Palahnuik's laughter", cançó pertanyent a l'EP amb el qual va debutar Fightstar.

## Discografia

### Amb Fightstar
- 2005: They Liked You Better When You Were Dead
- 2006: Grand Unification
- 2007: One Day Son, This Will All Be Yours
- 2008: Alternate Endings
- 2009: Be Human

## Curiositats
- Practica i és un apassionat del Skateboarding.